# 液体镜面望远镜

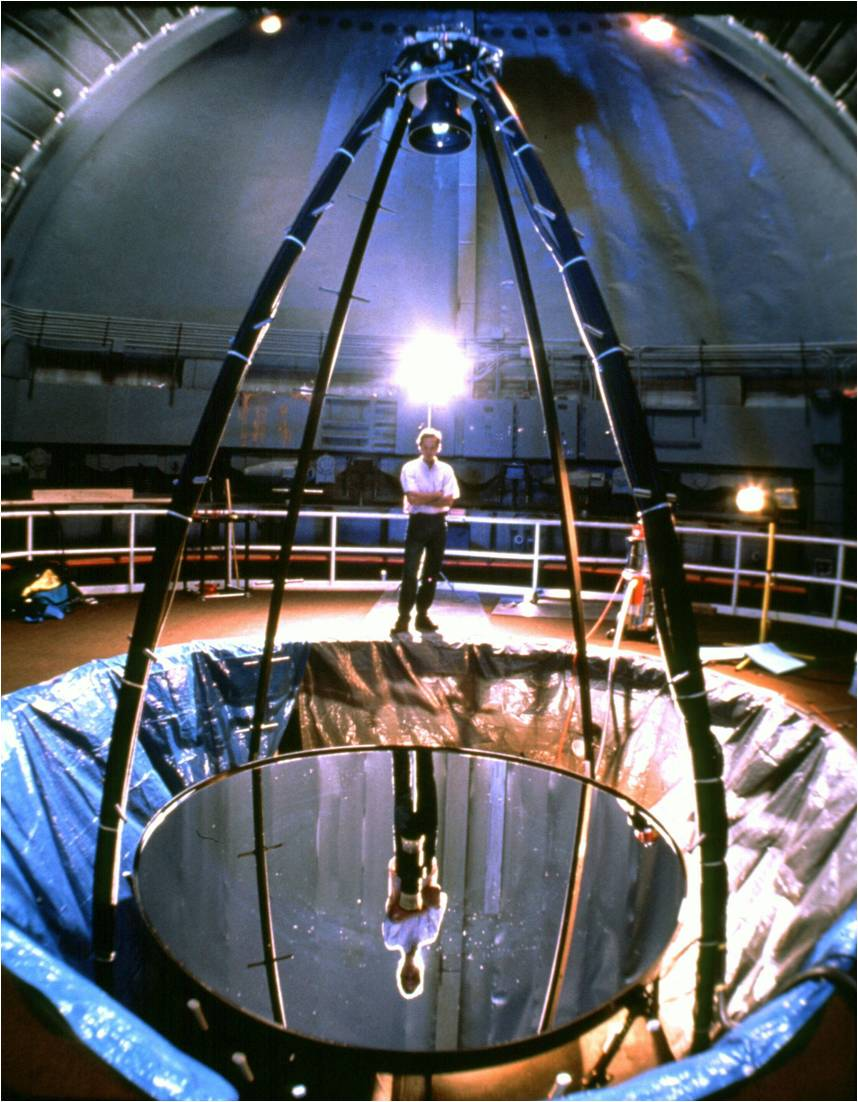
液體鏡面望遠鏡。在本設計中，光學感應器安裝在鏡面的上方，位於其焦點模組中。轉動鏡面的馬達和軸承與感應器在同一個模組中，安裝在鏡子的下面。

液體鏡面望遠鏡是用液體鏡面反射製成的望遠鏡。最常用的液體是汞（水銀），但是其它的液體，像是低熔點合金的鎵，也可以很好的工作。液體和它的容器以恆定的速度以垂直於水平面的軸旋轉，會造成液體的表面形成拋物面的形狀，適合作為反射望遠鏡的主鏡。無論容器是何種形狀，旋轉的液體都被假設形成拋物面的形狀。為了減少所需的液態金屬量，旋轉的汞鏡使用的容器是盡可能地接近需要拋物面的形狀。相較於固體的玻璃鏡子需要澆鑄、研磨和拋光，旋轉的液體金屬鏡的製造成本要低很多，液體鏡子可以是傳統大型望遠鏡的低成本替代物。 
牛頓最早指出，旋轉液體的自由表面可以形成一個圓形的拋物面，因此可以用來製作望遠鏡。但是，他沒有辦法製造出真正能夠以穩定速度旋轉的裝置。這個概念於1850年由那不勒斯（拿坡里）天文台的Ernesto Capocci進一步開發。直到1872年，紐西蘭丹尼丁的Henry Skey才在建造了第一架實驗室的液體鏡面望遠鏡。
另一個困難是。液態金屬鏡只能用在天頂望遠鏡，及只能直直地朝上觀看，所以它不適合望遠鏡必須保持指向慣性空間同一位置的調查工作（這項規則的例外可能出現在汞鏡面太空望遠鏡，當地球的重力被人工重力取代。也許通過非常長的繫繩轉動望遠鏡，或者使用火箭輕柔的推動前進。）。只有位於南極或北極的望遠鏡才能提供相對靜止的天空來觀測，但是還需要考慮汞的凝固點和所在位置的
偏遠。南極已經有非常大的望遠鏡，但北極位於北冰洋中。
1993年，加拿大不列颠哥伦比亚大学的保尔·希克森等人建造了一台口径为2.7米（106英寸）的旋转水银面望远镜，获得了与其相同口径的传统光学望远镜差不多的像质。1996年，他又为美国宇航局位于新墨西哥州的轨道碎片天文台建造了一台相同口径的液体望远镜，用于监视人造卫星轨道上的太空垃圾。1994年，不列颠哥伦比亚大学开始建造一台口径为6米的旋转水银面望远镜——大天顶望远镜（LZT），并于2003年建成，其空间分辨率达到了1.4角秒。
目前，在加拿大的大天頂望遠鏡是在運作中，以汞做鏡子的液態鏡面望遠鏡中最大的。它的直徑是6米，每分鐘轉速大約8.5圈。

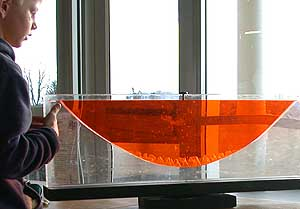
在旋轉的液體表面形成的拋物線形狀。兩種不同密度的液體填充滿兩片透明塑膠之間的空間。整個系統在底部、頂端、和兩側都是密合的，並且繞著垂直中心的軸旋轉。

## 平衡的解釋

重力（紅色）、浮力（綠色）和由此產生的向心力（藍色）。

在下面的討論中，{\displaystyle g}表示地球的重力加速度， {\displaystyle \omega }表示液體旋轉的角速度，以弧度/秒為單位，{\displaystyle m}是在液體表面質量無窮小的物體，{\displaystyle r}是物體與自轉軸軸心的距離，還有{\displaystyle h}是在計算中該物體在液體表面的高度，中心的高度被定義為零。
力圖（右）表示在一個非旋轉的參考框架中，作用在質點上之力的快照。每個箭頭的方向顯示一種力的方向，箭頭的長度顯示力的大小。紅色箭頭是質點因垂直向下的重力引起的重量。綠色箭頭顯示的是液體主體施加在質點上的浮力。由於在平衡狀態下，液體不能在平行於其表面的方向上施力，因此綠色箭頭是垂直於液體的表面。藍色短箭頭是質點受到的淨力，它是重力的重量重量和浮力的向量總和，並且水平的指向中心的自轉軸（因為質點沒有垂直向下的加速度，所以它必須是水平的）。因為液體為維持它的圓周運動，不停的以加速度繞著中心軸旋轉，以所以這是向心力。
浮力（綠色箭頭）有一個垂直分量，它必須等於質點的重量（紅色箭頭），即{\displaystyle mg}；浮力的水平分量必須等於向心力（藍色箭頭），即{\displaystyle m\omega ^{2}r}。因此，綠色箭頭相對於垂直線有一個傾斜角度，其正切的商數就是其作用力。因為綠色箭頭垂直於液體的表面，所以表面斜率的商值必須與作用的力相同：
{\displaystyle {\frac {dh}{dr}}={\frac {m\omega ^{2}r}{mg}}}
從上式中刪除{\displaystyle m}，並設定在{\displaystyle r=0}時，{\displaystyle h=0}，這導致： 
{\displaystyle h={\frac {1}{2g}}\omega ^{2}r^{2}}
這可以{\displaystyle h=kr^{2}}的形式來表示，此處的{\displaystyle k}是一個常數，定義出曲面是一個拋物面。

### 轉速和焦距
拋物面的焦距可以下列的等式表示（參見拋物面反射器#理論），寫成：
{\displaystyle 4fh=r^{2}}
此處{\displaystyle f}是焦距，而{\displaystyle h}和{\displaystyle r}是前述所定義的高度和與軸心的距離。
將這個等式除以上面最後一個公式以消除{\displaystyle h}和{\displaystyle r}，可以導出：
{\displaystyle 2f\omega ^{2}=g}
它將液體旋轉的角速度與旋轉產生的拋物面焦距聯繫起來。請注意，這不涉及其它變數。例如，液體的密度對拋物面的焦距沒有影響。公式中的單位必須是一致的，例如{\displaystyle f}可能是米，{\displaystyle \omega }是弧度/ 秒，則{\displaystyle g}米/秒的平方。
如果我們以{\displaystyle F}表示焦長的數值，單位為米，並且以{\displaystyle S}表示轉速，單位為每分鐘轉速（RPM），則在地球表面因為重力加速度{\displaystyle g}的值為9.81米/秒平方，最後這個等式的近似值可以簡化成：
{\displaystyle FS^{2}\approx 447}
如果焦距以英尺取代米，轉速的單位依然是RPM，這個簡化的近似值就成為：FS2≈1467。

## 液體鏡面望遠鏡

### 常規陸基液體鏡面望遠鏡
這些是由儲存在複合材料，例如克維拉，製成的圓柱形容器中的液體製成的。圓柱體以每秒鐘數圈的轉速轉動，液體的表面逐漸形成一個拋物面，構成傳統望遠鏡鏡面的形狀。鏡子的表面是非常精確的，而圓柱體形狀的瑕疵不會影響鏡面。使用的水銀數量也很少，厚度小於毫米。

### 月基液體鏡面望遠鏡
提出了低溫離子液體（低於130k）的計畫。在地球的衛星，月球，製作一個非常巨大的自旋液體鏡面望遠鏡，低溫有利於在紅外光的波長上成像，而這可以看見來自宇宙最深遠處所的光（極度紅移的光）。這樣的液體基底將以一層金屬薄膜覆蓋以形成反射面。